# Bob Burns
Robin Bob Burns (Greenwood, 2 de agosto de 1890 - Encino, 2 de febrero de 1956) fue un comediante musical estadounidense que se desempeñó principalmente en radio y cine de 1930 a 1947. 
Burns inventó un instrumento musical de su invención al que llamó «bazooka». Durante la Segunda Guerra Mundial, el lanzacohetes antitanque del ejército estadounidense fue apodado «bazooka» haciendo referencia al novedoso instrumento musical de Burns y el término continúa vigente en el siglo XXI como nombre genérico para algunos lanzacohetes que se disparan desde el hombro.

## Primeros años
Robin Burn nació en Greenwood (estado de Arkansas); sin embargo, su familia se mudó a Van Buren (Arkansas) cuando Robin tenía tres años de edad. Desde muy joven, Burns tocaba el trombón y la corneta en la banda local llamada «Queen City Silver Cornet Band» y a los 13 años, formó su propia banda. Una noche, practicando en la trastienda de una fontanería llamada Hayman's, cogió un trozo de tubo de gas y sopló en él, creando un sonido inusual. Con algunas modificaciones, esto se convirtió en el instrumento musical llamado Bazooka (por «bazoo» del neerlandés bazuin que significa trompeta).La bazooka musical funcionaba como un trombón tosco y tenía un intencional alcance limitado. 
Burns también estudió Ingeniería civil y trabajó en campos de maní; sin embargo, ya para 1911, se dedicaba principalmente a ser artista.

Durante la Segunda Guerra Mundial, se alistó en el cuerpo de Marines de los Estados Unidos y navegó a Francia con el 11er Regimiento de Marines. Como sargento, se convirtió en el líder de la banda de jazz de la Infantería de Marina en Europa. Burns confeccionó otra bazooka con tubos de estufa y un embudo para whisky que a veces utilizaba para tocar con la banda de los Marines. En septiembre de 1919, junto con su banda de jazz «Marine Corps Melody Six» en la que tocaba su bazooka, fue asignado a la Estación de Reclutamiento del Cuerpo de Marines en Manhattan.
Falleció en Los Ángeles por un carcinoma renal.